# 왕기 (백여)
왕기(王基, 190년 ~ 261년)는 중국 삼국 시대 위나라의 장군이며 정치가로, 자는 백여(伯輿)이며 청주(靑州) 동래군(東萊郡) 곡성현(曲城縣) 사람이다. 형주(荊州) 방면의 사령관으로서 정남장군(征南將軍)을 역임했다. 관구검(毌丘儉)의 난, 제갈탄(諸葛誕)의 난 평정에서 활약했다.

## 사적
젊어서는 아버지 왕표(王豹)가 죽어 작은아버지 왕옹(王翁)과 같이 살았으며, 왕옹은 왕기를 두텁게 대하여 키웠고 왕기도 효성으로 왕옹에게 대했다. 17세에 군리(郡吏)로 등용되었으나 일이 맞지 않아 하야하고 낭야에서 유학했고, 다시 황초 연간(221년 ~ 227년)에 효렴으로 천거되어 낭중을 지냈다. 청주자사 왕릉이 왕기를 청주별가로 등용하고, 중앙에서 왕기를 비서랑으로 쓰려 하자 청하여 자기 곁에 계속 두게 했다. 사도 왕랑이 또 왕기를 불렀으나 왕릉은 응하지 않았다. 왕릉은 잘 치리한다는 명성이 있었는데 이에는 왕기의 보좌의 힘이 있었다. 또 사마의가 왕기를 등용하려던 차에, 결국은 중앙에서 왕기를 등용하여 중서시랑으로 삼았다.
명제(明帝)가 궁궐 짓기에 힘써 백성이 피로해지자, 옛 사람이 백성을 물에 비유하여 “물은 배를 띄우기도 하고, 또 엎기도 한다.”는 말을 인용하여 백성을 피로하게 하면 윗사람에게 화가 미칠 것을 염려하는 상소를 올렸다. 또 산기상시(散騎常侍) 왕숙(王肅)은 정현(鄭玄)의 신비주의적인 학설에 반대하여 여러 경전의 해설을 짓고 조정에서도 토의했는데, 왕기는 정현의 편에 서 맞섰다. 안평태수가 되었다가 관직을 떠났다.
조상(曹爽)에게서 다시 종사중랑(從事中郞)으로 임용되었고, 외직인 안풍태수로 옮겼다. 안풍군은 오(吳)나라와 접경하고 있으므로, 왕기는 정치를 엄하고 명백하게 하는 한편 방비에 힘써 오나라가 쳐들어오지 못하게 했다. 토구장군(討寇將軍)이 되었다. 오의 대제 손권이 건업(建業)에 병사를 모으고 쳐들어오려는 기색을 보여 양주자사 제갈탄이 조언을 구하자, 손권이 아직 육손(陸遜)이 죽은 등 내분의 여파에서 아직 벗어나지 못했으므로 대제의 움직임은 진짜로 쳐들어오려는 것이 아닌 내부를 안정시키기 위한 것이라고 대답했다. 실제로 손권은 쳐들어오지 않았다.
조상이 전권을 휘두르자 《시요론》을 지어 당시의 정치를 비판했다. 병으로 잠시 휴직했다가 하남윤(河南尹)에 임명되었으나, 부임하기도 전에, 정시(正始) 원년(249년), 고평릉의 변으로 조상이 태위 사마의에게 제거당하자, 왕기도 조상의 관리이므로 면직되었다.
그해에 다시 등용되어 상서(尙書)를 지내고, 다시 지방관의 임무를 맡아 형주자사(荊州刺史)를 지내고 양렬장군이 더해졌다. 정남장군 왕창(王昶)을 따라 오나라를 쳐, 별도로 군사를 거느리고 이릉의 보협(步協)을 공격했다. 보협이 문을 닫아걸고 수비하자, 왕기는 공격하는 시늉을 하면서 신성태수 주태와 함께 가평 3년(250년) 정월에 오나라를 무찌르고 웅부(雄父)의 저각을 빼앗아 곡식 3십여만 휘를 얻고, 안정장군 담정을 사로잡고, 수천 명의 투항을 받아 이들을 이주시켜 2월에 이릉현을 세웠다. 이 공적으로 관내후(關內侯)가 되었다.
감로(甘露) 2년(257년), 정동대장군(征東大將軍) 제갈탄이 양주에서 반란을 일으켰다. 왕기는 임시로 진동장군(鎭東將軍)과 도독양예제군사(都督揚豫諸軍事)를 대행했다. 진압군 중앙에서는 적군이 정예이므로 수비를 위주로 삼았는데, 왕기는 표를 올려 진격할 것을 청했다. 오나라에서 주이(朱異)를 원군으로 보내자 진압군 중앙에서는 군사를 험한 곳으로 옮기려는 생각으로 왕기에게 북산으로 옮기도록 조서를 내렸으나, 왕기는 민심이 흔들릴 것을 우려하여 수춘성(壽春城) 포위를 더욱 견고하게 할 것을 주장했고, 이것이 받아들여져 사마소(司馬昭)도 구두로 나아갔다. 왕기는 성의 동쪽과 남쪽을 포위했고, 성에서 양식이 떨어져 포위를 뚫으려 포위망의 보루를 뚫으려 했으나 이를 모두 무찔렀다. 수춘성이 함락된 후 사마소는 가볍게 무장한 병사들을 깊숙히 들여보내 투항한 당자(唐咨)의 자제들과 응하여 오나라를 공격하여 뒤엎으려 했으나, 왕기는 제갈각(諸葛恪)과 강유(姜維)의 사례를 들어 승전한 후 우쭐하여 후속작전을 벌이는 것의 위험성을 경계하고, 또 제갈탄의 난을 평정했다 하여 국내가 완전히 평온해진 것이 아니므로 반대하여 사마소가 이를 그만두게 했다. 이 공적으로 감로 4년(259년)에는 정동장군 · 도독양주제군사로 승진했다.
숨을 거둔 후, 그간의 공적을 인정받아 경후(景侯)에 봉해지고 사공(司空)으로 추증되었다. 묘는 하남성(河南省)에 있다.

## 같이 보기
- 삼국지 인물 목록